# Roland Bock
Roland Bock (ur. 3 sierpnia 1944 w Geislingen an der Steige) – zachodnioniemiecki zapaśnik walczący przeważnie w stylu klasycznym. Olimpijczyk z Meksyku 1968, gdzie zajął jedenaste miejsce w kategorii plus 97 kg.
Szósty na mistrzostwach świata w 1966. Mistrz Europy w 1970 roku.
Mistrz RFN w 1969 i 1972; drugi w 1966, 1970 i 1971; trzeci w 1968 w stylu klasycznym. Mistrz w stylu wolnym w latach 1968 i 1969; drugi w 1965 i 1966; trzeci w 1963 roku.